# Šipče
Šipče (Servisch cyrillisch Шипче) is een plaats in de Servische gemeente Tutin. De plaats telt 74 inwoners (2002).